# Hamidiye, Bolvadin
Hamidiye là một xã thuộc huyện Bolvadin, tỉnh Afyonkarahisar, Thổ Nhĩ Kỳ. Dân số thời điểm năm 2011 là 372 người.